# Iris narbutii
Iris narbutii är en irisväxtart som beskrevs av Olga Alexandrovna Fedtschenko. Iris narbutii ingår i släktet irisar, och familjen irisväxter. Inga underarter finns listade i Catalogue of Life.